# Dominguito de Val
Dominguito de Val o Dominguito del Val (1243-1250) fue un acólito español y santo católico legendario, protagonista del primer libelo de sangre de la historia de España. Según la tradición, había sido un monaguillo de La Seo (la catedral de Zaragoza) y desapareció el 31 de agosto de 1250. Su cadáver fue encontrado mutilado a orillas del río Ebro.
Álvarez Chillida afirma que la primera noticia del caso habría sido de 1583, trescientos treinta y tres años después del acontecimiento. Según este autor, parece demostrado que fue la iglesia local la que elaboró entonces las supuestas actas del suceso para apoyar la petición al papa de que el niño mártir fuera santificado. Al parecer los que elaboraron las actas copiaron el caso del niño Hugo de Lincoln, recogido por fray Alonso de Espina.

## La leyenda
Dominguito era hijo de Sancho de Val (notario) e Isabel Sancho (infanzones). Era infante del coro y monaguillo de La Seo. Desapareció el 31 de agosto de 1250, cuando tenía siete años de edad. Meses después, unos barqueros vieron fuego fatuo en la orilla del río Ebro y avisaron a las autoridades, que encontraron enterrado el cadáver descompuesto.
El obispo de la Catedral afirmó que el niño había sido atraído engañado por el judío Albayuceto y llevado a la aljama local, donde había sido víctima de un asesinato ritual por los judíos, que trataron de repetir la Pasión de Cristo y lo crucificaron en una pared con tres clavos y le abrieron el costado. Después lo habrían decapitado, le cortaron los pies y enterraron el cadáver en la ribera del río Ebro. Todos los judíos que fueron encarcelados confesaron bajo tortura todo lo que el obispo había afirmado. Fueron ajusticiados en la plaza de Zaragoza.
Los huesos del niño fueron llevados a la iglesia de San Gil y más tarde a la catedral, donde en la capilla de Santo Dominguito de Val todavía se veneran como reliquias santas.

## La historia
El suceso es similar a otros narrados anteriormente como el del Santo Niño de La Guardia de 1491 y el del Santo Niño de Sepúlveda y se enmarca dentro del antijudaísmo cristiano europeo de la Edad Media y Moderna. El origen parece estar en el The life and miracles of St. William of Norwich (La vida y milagros de san Guillermo de Norwich) escrita por Tomás de Monmouth en 1173. El libro cuenta la historia de Guillermo de Norwich, un niño inglés que apareció muerto en las cercanías de Norwich el Sábado Santo (25 de marzo) de 1144 y cuya muerte fue atribuida a los judíos de la ciudad.
La leyenda se extendió por toda Europa y se menciona en muchos documentos:

Et porque oyemos decir que en algunos lugares los judíos ficieron et facen el día del Viernes Santo remembranza de la pasión de Nuestro Señor Jesucristo en manera de escarnio, furtando los niños et poniéndolos en la cruz, o faciendo imágenes de cera et crucificándolas cuando los niños non pueden haber, mandamos que, si fama fuere daquí adelante que en algún lugar de nuestro señorío tal cosa sea fecha, si se pudiere averiguar, que todos aquellos que se acercaren en aquel fecho, que sean presos et recabdados et aduchos ante el rey; et después que el sopiera la verdad, débelos matar muy haviltadamente, quantos quier que sean.
Alfonso X el Sabio, Partidas, VII, XXIV, ley 2)

También Geoffrey Chaucer menciona otra historia similar en sus Cuentos de Canterbury (1387), concretamente en el «Cuento de la priora», donde habla del niño Hugo de Lincoln.
Historias similares sobre niños martirizados se multiplicaron en toda Europa, pudiéndose contar 6 casos en el siglo XII, 15 en el XIII, 10 en el XIV, 16 en el XV, 13 en el XVI, 8 en el XVII, 15 en el XVIII y 39 en el XIX.

## La veneración

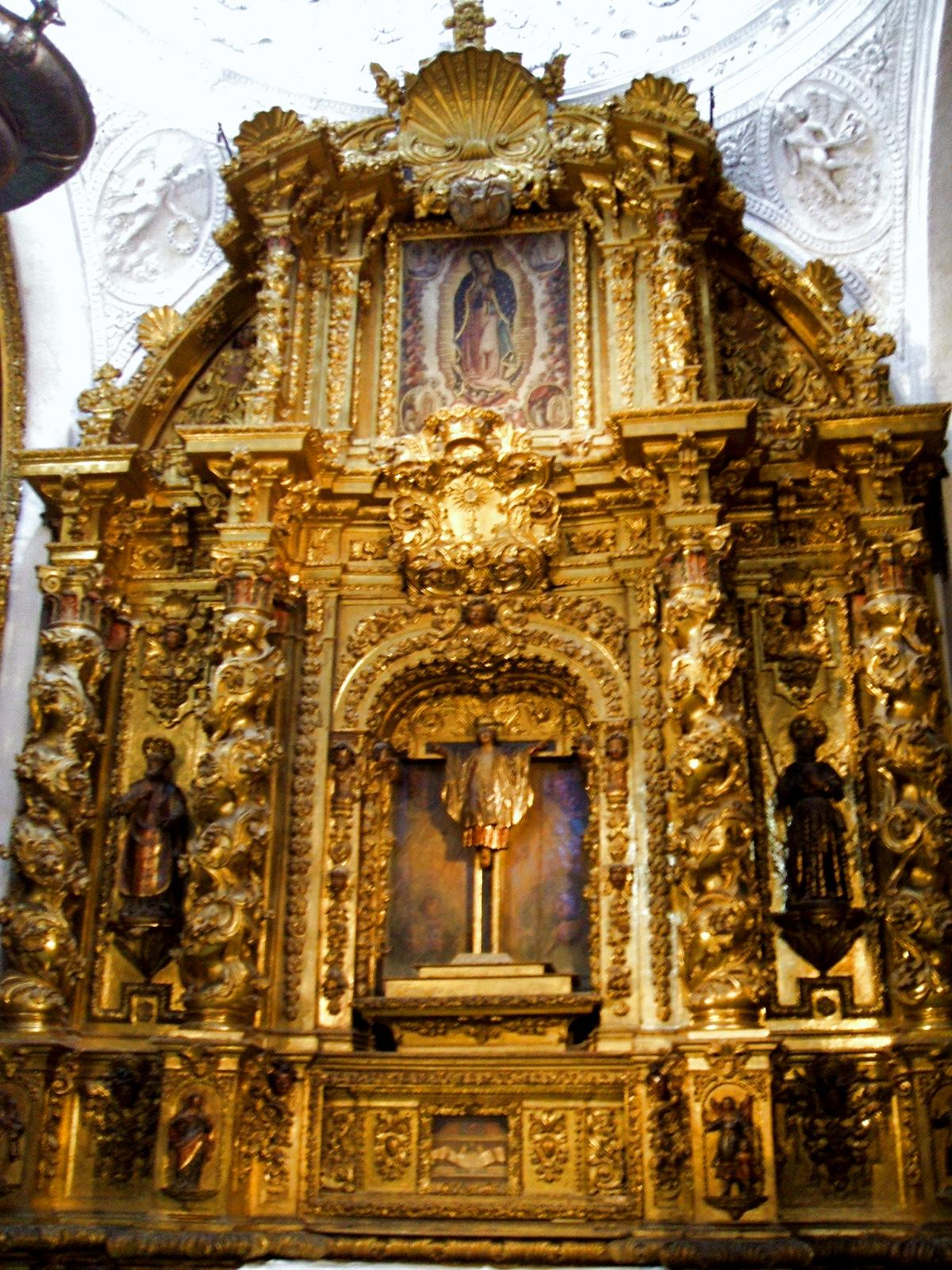
Altar barroco churrigueresco en la Capilla de Santo Dominguito del Val, en la Seo de Zaragoza (España)

Dominguito fue canonizado y se le considera el patrón de los monaguillos y de los infantes de la escolanía de la ciudad.
Del culto a Dominguito de Val se creó una cofradía de labradores para recordar el hecho y celebrar la conmemoración. La cofradía fue renovada en 1496, año en el que los restos del santo fueron trasladados de la capilla de San Vicente a la sacristía de la catedral. Más tarde se llevaron a la capilla del Espíritu Santo hasta que en 1671 se creó su propia capilla que todavía existe.
En la diócesis de Zaragoza la celebración de misa en su honor el 31 de agosto es memoria obligatoria.
En una inscripción en su altar en la Iglesia de San Nicolás de Bari, en el barrio de Santa Cruz de Sevilla, se indica: «Fue martirizado por los judíos en el año 1250 en Zaragoza su patria á la edad de 7 años. Sus reliquias encontradas milagrosamente se veneran en el templo del Salvador de dicha ciudad, y su culto se extendió, por rescripto de N.S.P. el Papa Pío VII de 9 de julio de 1808. Este altar erigido por sus parientes en el año 1815 trasladado á esta yglesia por un individuo de su familia en dicienbre de 1863 es hoy propiedad del Exmo. Sr. Dn. Rafael Merry y del Val- pariente de dicho santo».[cita requerida]